# The Show (banda sonora)
The Show: The Soundtrack es la banda sonora oficial del documental de hip-hop The Show de 1995. La banda sonora está ejecutivamente producida por Russell Simmons de Def Jam, en compañía de Drew Dixon, y cuenta con artistas como 2Pac, The Notorious B.I.G., Snoop Doggy Dogg, Method Man, LL Cool J, Dr. Dre y Bone Thugs-N-Harmony, entre otros. El álbum alcanzó el cuarto puesto en la lista Billboard 200 y fue certificado platino.

## Lista de canciones
| #  | Título                               | Productor(es)                                                            | Intérprete(s)                                                         |
| -- | ------------------------------------ | ------------------------------------------------------------------------ | --------------------------------------------------------------------- |
| 1  | "Hip Hop Is..."                      |                                                                          | Ecstacy, Kid Capri, Kid Creole                                        |
| 2  | "Live!!!"                            | Fredro Starr, Sonee Seeza, Sticky Fingaz                                 | Onyx                                                                  |
| 3  | "Move On..."                         |                                                                          | Slick Rick                                                            |
| 4  | "My Block"                           | Easy Mo Bee de The Hitmen                                                | 2Pac                                                                  |
| 5  | "What's Up Star?"                    | Deric "D-Dot" Angelettie & Ron "Amen-Ra" Lawrence de The Hitmen          | Suga, Deric "D-Dot" Angelettie (voces adicionales)                    |
| 6  | "Headbanger Boogie"                  |                                                                          | Method Man                                                            |
| 7  | "How High"                           | Erick Sermon                                                             | Method Man, Redman                                                    |
| 8  | "It's Entertainment..."              |                                                                          | Dr. Dre                                                               |
| 9  | "Everyday Thang"                     | DJ U-Neek                                                                | Bone Thugs-N-Harmony                                                  |
| 10 | "Everyday It Rains"                  | Sean "Puffy" Combs & Nashiem Myrick for The Hitmen                       | Mary J. Blige, Faith Evans (voces adicionales)                        |
| 11 | "It's All I Had"                     |                                                                          | The Notorious B.I.G.                                                  |
| 12 | "Ol' Skool"                          | Desmond 'Divine' Houston, Isaac 2 Isaac, Joseph Simmons                  | Isaac 2 Isaac                                                         |
| 13 | "Domino's In The House"              | Domino                                                                   | Domino                                                                |
| 14 | "Summertime In The LBC"              | Henry "Hank" Thomas, Lamon 'Sleepy' Turner                               | Dove Shack, Arnita Porter (voces adicionales)                         |
| 15 | "The West Coast..."                  |                                                                          | Treach                                                                |
| 16 | "Sowhatusayin"                       | Prodeje, Robert "Fonksta" Bacon (coproductor), Tomie Mundy (coproductor) | Jayo Felony, MC Eiht, Sh'killa, South Central Cartel, Spice 1, Treach |
| 17 | "Zoom Zooms And Wam Wame"            | Jam Master Jay, Tony "T-Funk" Pearyer                                    | Jayo Felony                                                           |
| 18 | "Droppin Bombz"                      | Dave Swang                                                               | Tray Dee, So. Sentrelle                                               |
| 19 | "Save Yourself"                      |                                                                          | Snoop Doggy Dogg                                                      |
| 20 | "Still Can't Fade It"                | Warren G                                                                 | Warren G, The Twinz, Bo Rock (voces adicionales)                      |
| 21 | "Papa Luv It"                        | LL Cool J, Ty Fyffe                                                      | LL Cool J                                                             |
| 22 | "Glamour And Glitz"                  | Q-Tip                                                                    | A Tribe Called Quest                                                  |
| 23 | "Nuttin' But A Drumbeat..."          |                                                                          | Russell Simmons                                                       |
| 24 | "Kill Dem All"                       | Andrew Massop, Marc Pomeroy                                              | Kali Ranks, Element 9 (voces adicionales)                             |
| 25 | "Me And My Bitch (Live From Philly)" | Sean "Puffy" Combs & Chucky Thompson for The Hitmen                      | The Notorious B.I.G.                                                  |
| 26 | "It's What I Feel Inside..."         |                                                                          | Ecstacy, Kid Creole                                                   |
| 27 | "The Show Theme"                     |                                                                          | Slick Rick, Stanley Clarke                                            |

## Posiciones en lista

### Álbum
| Año  | Posiciones en lista | Posiciones en lista    |
| Año  | Billboard 200       | Top R&B/Hip Hop Albums |
| 1995 | #4                  | #1                     |

### Sencillos
| Año  | Canción                 | Posiciones en lista | Posiciones en lista              | Posiciones en lista | Posiciones en lista                |                 |
| Año  | Canción                 | Billboard Hot 100   | Hot R&B/Hip-Hop Singles & Tracks | Hot Rap Singles     | Hot Dance Music/Maxi-Singles Sales | Rhythmic Top 40 |
| 1995 | "How High"              | #13                 | #10                              | #2                  | #1                                 | -               |
| 1995 | "Live!!!"               | -                   | #81                              | #17                 | -                                  | -               |
| 1995 | "Ol' Skool"             | -                   | #52                              | -                   | -                                  | -               |
| 1995 | "Summertime In The LBC" | #54                 | #37                              | #11                 | #49                                | #39             |
| 1995 | "What's Up Star"        | -                   | #72                              | #38                 | -                                  | -               |